# Uttaradit (tỉnh)
Uttaradit (tiếng Thái: อุตรดิตถ์, phiên âm: Út-ta-la-đét) là một tỉnh (changwat) miền Bắc của Thái Lan. Các tỉnh giáp giới (từ phía Nam theo chiều kim đồng hồ) là: Phitsanulok, Sukhothai, Phrae và Nan. Phía Đông giáp Xaignabouli của Lào.
Tên gọi Uttaradit nghĩa là vùng đất phương bắc. Trước đây, nó là một trung tâm thương mại quan trọng trên sông Nan.

## Các đơn vị hành chính
Tỉnh này có 9 huyện (Amphoe). Các huyện được chia ra 67 xã (tambon) và 562 thôn (ấp, làng) (muban).
| 1. Mueang Uttaradit 2. Tron 3. Tha Pla 4. Nam Pat 5. Fak Tha | 1. Ban Khok 2. Phichai 3. Laplae 4. Thong Saen Khan |

Tỉnh này có 9 huyện (Amphoe), 67 xã (tambon), 562 thôn (muban)